# Putrih (priimek)
Putrih je priimek več znanih Slovencev:
- Boštjan Putrih/Putrich (1947–2008), kipar, grafik, tipolog
- Iča Putrih (1942–2019), humoristka
- Karel Putrih (1910–1959), kipar
- Tobias Putrih (*1972), kipar, videast ...